# Musée Tattegrain
Musée Tattegrain (Tattegrainovo muzeum) bylo soukromé muzeum umění v Paříži. Založil jej na počátku 50. let francouzský sochař André Georges Tattegrain (1906-1966) ve svém domě č. 74 v ulici Rue de la Faisanderie v 16. obvodu. Muzeum byla vystavena jeho sbírka umění z vlastních děl a také děl jeho děda, sochaře a básníka Georgese Tattegraina (1845-1916) a jeho prastrýce, malíře Francise Tattegraina (1852-1915). Po jeho smrti 30. července 1966 bylo muzeum uzavřeno a sbírky rozptýleny.